# Pleurothallis andina
Pleurothallis andina är en orkidéart som först beskrevs av Rudolf Schlechter, och fick sitt nu gällande namn av Carlyle August Luer. Pleurothallis andina ingår i släktet Pleurothallis och familjen orkidéer.
Artens utbredningsområde är Bolivia. Inga underarter finns listade i Catalogue of Life.